# VMM-268
268ème Escadron d'hélicoptère de transport (USMC)
Le Marine Medium Tiltrotor Squadron 268 (ou VMM-268) est un escadron d'hélicoptère à rotors basculants MV-22 Osprey du Corps des Marines des États-Unis, fournissant un support à la Fleet Marine Force. L'escadron, connu sous le nom de "Red Dragons" est stationné à la Marine Corps Base Hawaii et fait partie du Marine Aircraft Group 24 (MAG-24) et de la 1st Marine Aircraft Wing (1st MAW).

## Mission
Le VMM-268 fournit un soutien d'assaut à la force de débarquement et dans les opérations ultérieures à terre.

## Historique

### Origine
Le Marine Light Helicopter Squadron 268 (HML-268) a été activé le 15 septembre 1972 à la Marine Corps Air Station New River, en Caroline du Nord. Il a été désactivé le 30 septembre 1977.
Le Marine Medium Helicopter Squadron 268 (HMM-268) a été activé le 1er mars 1979 à la Marine Corps Air Station Tustin (en), en Californie. L'escadron était désigné pour le transport moyen et équipé d'hélicoptères CH-46 Sea Knight. 
En 2014, le HMM-268 est dissout et redésigné en tant que VMM-268 pour opérer avec le MV-22 Osprey.

### Opérations

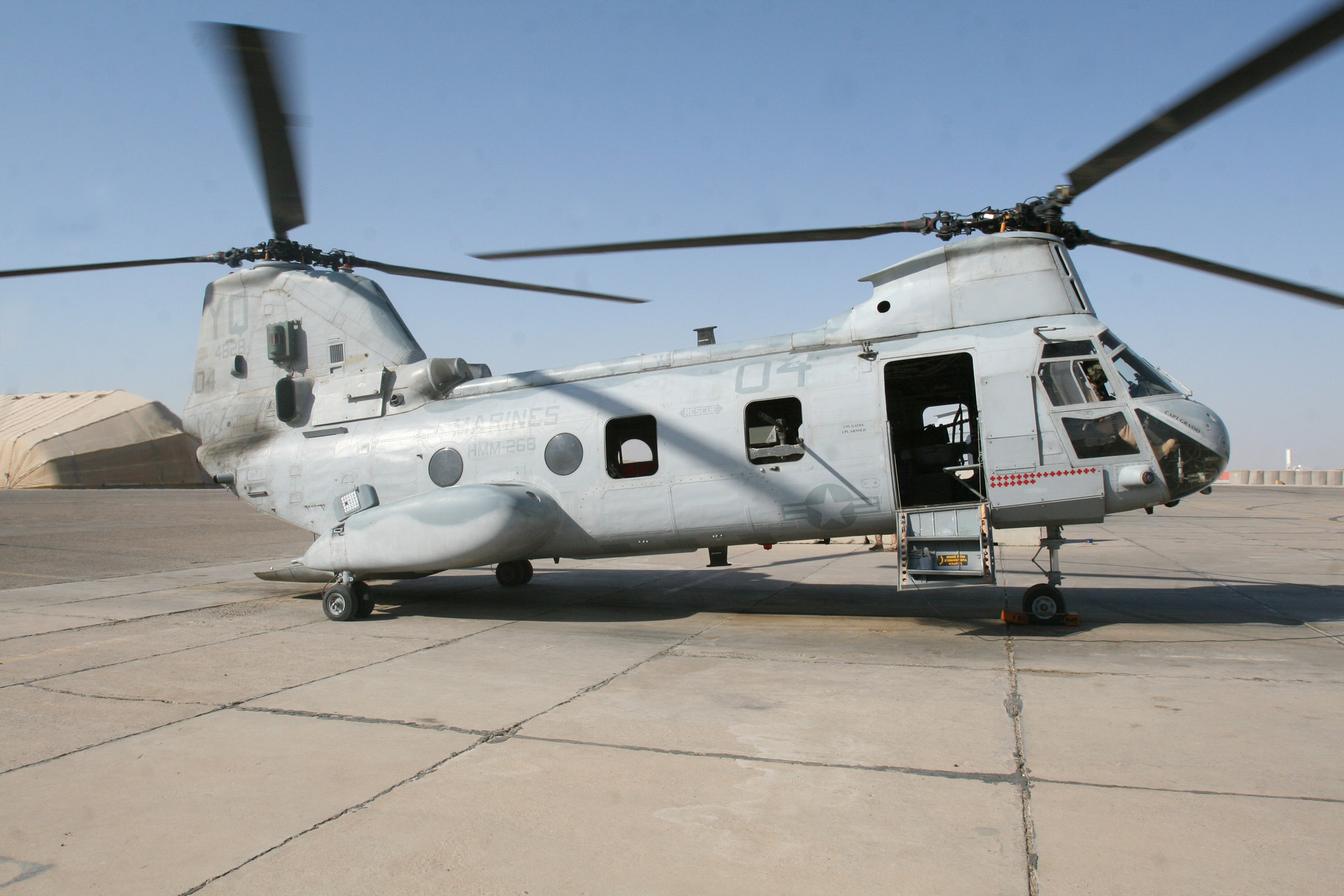
Un CH-46E du HMM-268 sur le tarmac d'Al Taqaddum, en Irak, le 31 août 2006

- Guerre du Golfe : en tant qu'élément de combat  de la 11th Marine Expeditionary Unit (11th MEU), le HMM-268 a répondu à la crise du golfe Persique. Il embarque sur l'USS New Orleans (LPH-11) et déployé avec le MAG-50' pour soutenir l'Opération Bouclier du désert (1991).

Au cours de l'Opération Tempête du désert , le HMM-268 s'est déplacé à terre et a fourni un soutien d'assaut au combat de la 5e brigade expéditionnaire des Marines, y compris l'insertion tactique «G-Day» du 3rd Battalion, 1st Marines (en) le long de la frontière saoudienne/koweïtienne. Après la conclusion du conflit, l'escadron a soutenu la I Marine Expeditionary Force de Tanajib, en Arabie saoudite.
- Somalie : en 1993, le HMM-268 est en soutien de

l'Opération Restore Hope II, à Mogadiscio. 
- En février 1998, le HMM-268 est chargé de se déployer en réponse au non-respect par l'Irak du décret des Nations unies. L'escadron a participé à l'Opération Southern Watch et à l'Opération Safe Departure, au cours desquelles plus de 170 citoyens américains ont été évacués de l'Érythrée déchirée par la guerre. Au cours de ce déploiement, le HMM-268 a reçu son quatrième prix consécutif de
- L'escadron a soutenu les opérations humanitaires au Timor oriental en transportant plusieurs centaines de tonnes de marchandises nécessaires au peuple.
- Guerre mondiale contre le terrorisme

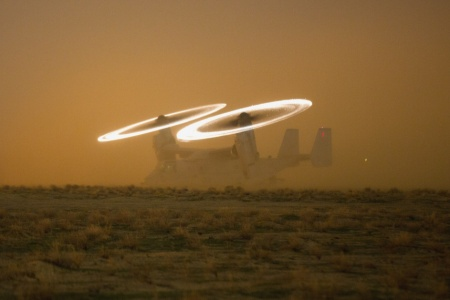
Un MV-22 Osprey du Corps des Marines des États-Unis affecté à un groupe de travail spécial air-sol marin Force-Crisis Response-Central Command

En janvier 2003 et en août 2004, le HMM-268 se déploie  au Koweït à l'appui de l'Opération Iraqi Freedom. Il y revient en 2006-7 pour l'évacuation des blessés et au soutien d'assauts dans la zone autour de la Base aérienne Al-Taqaddum.
En novembre 2011, le HMM-268  s'est embarqué pour son premier déploiement à bord depuis plus d'une décennie à bord de l'USS Makin Island (LHD-8) et de l'USS New Orleans en tant qu soutien pour la 11th Marine Expeditionary Unit. 
Le VMM-268 s'est déployé en Asie du Sud-Ouest dans le cadre de l'élément de combat du Special Purpose Marine Air-Ground Task Force – Crisis Response – Central Command (en) dans la lutte continue contre l'État islamique en Irak et au Levant.